# Грамозна јама
Грамозна јама у Љубљани је место где су у Другом светском рату италијански окупатори 1942. и 1943. стрељали таоце. То је место на којем је страдало на десетине талаца. 
Неки од стрељаних на овом месту су били: 
- Антон Тоне Томшич (1910—1942), секретар ЦК КП Словеније и народни херој, стрељан 21. маја 1942.
- Тоне Жерјал (1915—1942), организатор технике ЦК КПС и народни херој, стрељан 13. јуна 1942.
- Јанез Порента (1896—1942), гимастички репрезентативац и освајач олимпијске медаље, стрељан 13. јуна 1942.
- Антонија Куцлар (1896—1942), активисткиња НОП-а и народни херој, стрељана 3. септембра 1942.
- Хинко Смрекар (1883—1942), сликар, стрељан 1. октобра 1942.

Налази се недалеко од Централног љубљанског гробља Жале. На улазу у јаму стоји велики обелиск, Цео комплекс уредио је архитекте Винка Гланца. Место где су стрељали таоце, обележено је скулптуром таоца који пада, вајара Бориса Калина, која је откривена у маја 1955. године. Грамозна јама је сада заштићена као историјски споменик. До споменика води „Пут успомена и другарства.“ 